# Hersir
 (signalé en mai 2025).
Si vous disposez d'ouvrages ou d'articles de référence ou si vous connaissez des sites web de qualité traitant du thème abordé ici, merci de compléter l'article en donnant les références utiles à sa vérifiabilité et en les liant à la section « Notes et références ».
- Archive Wikiwix
- Bing
- Cairn
- DuckDuckGo
- E. Universalis
- Gallica
- Google
- G. Books
- G. News
- G. Scholar
- Persée
- Qwant
- (zh) Baidu
- (ru) Yandex
- (wd) trouver des œuvres sur Wikidata

Un hersir ou haersir était un commandant militaire local viking d'environ une centaine d'hommes (une subdivision de comté) et devait allégeance à un jarl ou à un roi.
Ils étaient aussi des aspirants propriétaires terriens et, comme la classe moyenne dans de nombreuses sociétés féodales, soutenaient les rois dans leur centralisation du pouvoir.

## Histoire
À l'origine, le terme hersir désignait un riche agriculteur qui possédait des terres et avait le statut de chef. Tout au long de l'ère viking, le hersir a finalement été redéfini comme quelqu'un qui organisait et dirigeait des raids.
Au Xe siècle, l'influence des hersirs a commencé à diminuer en raison du développement de monarchies en Scandinavie. Le hersir a de nouveau été redéfini plus tard, pour désigner un chef ou un représentant local.
L'indépendance du hersir en tant que chef militaire a finalement disparu, pour être remplacée uniquement par le titre de représentant royal.

## Dans la mythologie nordique
Le Hávamál, le conseil mythique du dieu suprême Odin, contient un certain nombre de versets soulignant la vertu de considération prudente et d'attaque stratégique. Ce thème, sous sa forme orale, a été l'une des influences majeures sur l'esprit du hersir viking.